# Чемпионат СССР по классической борьбе 1976
45-й Чемпионат СССР по классической борьбе проходил в Ульяновске с 19 по 22 февраля 1976 года. В соревнованиях участвовало 219 борцов. Главный судья — Л. В. Кравцов.

## Медалисты
| Весовая категория   | Золото                                     | Серебро                                            | Бронза                                           |
| ------------------- | ------------------------------------------ | -------------------------------------------------- | ------------------------------------------------ |
| Наилегчайший вес    | Василий Аникин Вооружённые Силы (Ташкент)  | Анатолий Бозин «Урожай» (Казань)                   | Александр Русанов Вооружённые Силы (Североморск) |
| Легчайший вес       | Владимир Шатунов «Динамо» (Киров)          | Виктор Жук «Колос» (Киев)                          | Вахтанг Благидзе «Динамо» (Тбилиси)              |
| Полулёгкий вес      | Виталий Константинов «Динамо» (Ульяновск)  | Юрий Соколов Вооружённые Силы (Ленинград)          | Юрий Корчагин Вооружённые Силы (Краснодар)       |
| Лёгкий вес          | Нельсон Давидян «Динамо» (Киев)            | Борис Крамаренко Вооружённые Силы (Ростов-на-Дону) | Рустем Казаков Вооружённые Силы (Москва)         |
| 1-й полусредний вес | Сурен Налбалдян Вооружённые Силы (Москва)  | Л. Чайка Вооружённые Силы (Ворошиловград)          | Б. Шаматов «Локомотив» (Алма-Ата)                |
| 2-й полусредний вес | Иосиф Беришвили Вооружённые Силы (Тбилиси) | Ариф Нифтулаев Вооружённые Силы (Москва)           | Анатолий Быков «Динамо» (Алма-Ата)               |
| 1-й средний вес     | Владимир Чебоксаров «Динамо» (Тюмень)      | Анатолий Назаренко «Динамо» (Алма-Ата)             | Касим Халилов «Динамо» (Омск)                    |
| 2-й средний вес     | Антс Нису «Динамо» (Таллин)                | Владимир Ивашечкин Вооружённые Силы (Волгоград)    | Александр Дубровский Вооружённые Силы (Минск)    |
| Полутяжёлый вес     | Михаил Саладзе «Динамо» (Тбилиси)          | Дмитрий Задверняк «Колос» (Киев)                   | Евгений Артюхин Вооружённые Силы (Москва)        |
| Тяжёлый вес         | Александр Колчинский «Динамо» (Киев)       | Автандил Майсурадзе Вооружённые Силы (Тбилиси)     | Анатолий Зеленко «Красное Знамя» (Минск)         |